# Esmalte (heráldica)
No âmbito da heráldica, um esmalte constitui uma das colorações ou padrões aplicados às diversas partes de um brasão.
As regras para a definição, representação e descrição dos esmaltes constituem um dos principais aspetos da heráldica. Apenas é permitido o uso de um número limitado de esmaltes, que se subdividem em três classes: os metais (ouro e prata), as cores (vermelho, azul, verde, preto e púrpura) e as peles ou forros (arminho e veiros). As tradições heráldicas seguidas em algumas geografias, admitem contudo esmaltes adicionais, tais como o alaranjado ou o sanguinho. A heráldica também admite o uso muito excecional da cor natural na representação de pessoas, animais, vegetais e elementos artificiais, a qual é referida como "de sua própria cor" ou de "carnação" conforme o caso.
Na armaria, tanto o termo "esmalte" como "cor" se referiam originalmente às colorações que não eram metais nem peles. A necessidade de existir um termo genérico que designasse todas as colorações, incluindo os metais e as peles, levou a que alguns heraldistas escolhessem um deles para essa função. A escolha do termo não é contudo consensual, existindo portanto obras de heráldica onde é utilizado termo "cor", para designar todas as colorações e padrões, inversamente usando-se o termo "esmalte" para designar apenas os não metais e não peles. Há ainda heraldistas que usam o termo "cor" ou "esmalte" para designar todas as colorações que não as peles.

## Lei da iluminura
A lei da iluminura regula o uso dos esmaltes na ordenação de brasões, constituindo o conjunto de normas fundamentais a que obedece a heráldica. Dita a mesma que:

As armas do Reino de Jerusalém, brasonadas como de prata, uma cruz de Jerusalém de ouro, constituem o mais famoso exemplo de armas a inquirir, por infringirem a lei da iluminura.

1. Salvo as ressalvas indicadas a seguir, não podem sobrepor-se metais a metais, cores a cores e peles a peles;
2. Um metal e um esmalte justapostos em partes iguais podem sobrepor-se a metais, a cores ou a peles;
3. As pequenas partes complementares de uma figura (como a língua de um leão ou o bico de uma águia) podem ser de metal sobre metal ou de cor sobre cor;
4. As figuras de sua cor e as de carnação (colorações naturais) podem sobrepor-se a metais, a cores e a peles. O uso destas colorações naturais deve contudo ser muito excecional e apenas quando indispensável, uma vez que é considerado uma má prática heráldica;
5. As quebras e as diferenças podem ser de cor sobre cor;
6. As peças brocantes de qualquer esmalte podem sobrepor-se a metais, a cores e a peles;
7. Segundo alguns heraldistas, a cor púrpura tem o privilégio de poder sobrepor-se a outras cores.

Quando as armas infringem a lei da iluminura por terem sido criadas antes da sua codificação ou por uma razão propositada (como a celebração de um feito especial) são chamadas "armas a inquirir". Se as razões atrás referidas não se verificam, a infração da lei da iluminura torna-as "armas falsas".
Um artifício que permite a colocação de certas peças honrosas de metal em campo de metal e de cor em campo de cor, sem infringir a lei da iluminura, é considerá-las como ocupando o mesmo plano do campo. As peças nesta situação dizem-se "cosidas".

## Terminologia

### Brasonamento de esmaltes
No brasonamento de esmaltes são usados alguns vocábulos e expressões específicas, incluindo:
1. Cosido - diz-se da peça honrosa de metal em campo de metal ou de cor em campo de cor. O cosido permite não infringir a lei heráldica uma vez que parte do princípio de que a peça não carrega o campo, mas ocupa o mesmo plano deste;
2. Um no outro - expressão que indica que, num campo em que cada partição principal está carregada com peças, estas têm os esmaltes das partições, mas alternados;
3. Entrecambado - vocábulo que indica que uma peça assente num campo de dois esmaltes é dos dois mesmos esmaltes, mas alternados com os do campo;
4. Pleno - diz-se do campo quando é de um único esmalte sem qualquer peça;
5. Sombra - é a silhueta de uma figura no campo, determinada pela sua linha de contorno, tendo por esmalte o mesmo do campo.

Alguns heraldistas atribuem o mesmo significado ao um no outro e ao entrecambado usando-os de forma indiferenciada para ambas as definições referidas acima.
Exemplos
- Escudo de vermelho, uma cruz cosida de negro
- Escudo partido de verde e prata, duas árvores de um no outro
- Escudo partido de azul e prata, uma banda brocante entrecambada
- Escudo de negro pleno
- Escudo de ouro, com a sombra de um anel tendo encastoado um rubi

### Designações não vernáculas dos esmaltes
Em algumas tradições heráldicas, é utilizada uma terminologia própria, não vernácula, que emprega palavras essencialmente de origem normanda para designar certos elementos do brasão, terminologia essa que inclui também termos específicos para os esmaltes. Como exemplo, os termos argent, or, gules e azur são usados para designar respetivamente a prata, o ouro, o vermelho e o azul. Tendo origem na heráldica francesa, esta terminologia é também usada na heráldica britânica e catalã. Nas heráldicas de tradição espanhola e neerlandesa, esta terminologia é apenas usada para as cores, usando-se o léxico vernáculo para os metais.
Contudo, esta terminologia própria nunca ou raramente é utilizada em outras tradições heráldicas, onde o seu uso chega a ser considerado como uma afetação ou falta de erudição. São estes os casos das heráldicas de tradição portuguesa, italiana, alemã e sueca, no âmbito das quais se dá primazia ao uso dos termos comuns das línguas locais.

## Representação dos esmaltes

### Liberdade artística
Na maioria das tradições heráldicas, não existem tonalidades fixas para a representação dos esmaltes nos brasões de armas. Fica assim à liberdade do artista escolher representar o verde como mais escuro ou mais claro, bem como o vermelho como mais profundo ou mais brilhante. O artista também tem a liberdade de preferir representar o ouro como dourado ou como amarelo, bem como representar a prata como prateado ou como branco. Importa contudo que a forma de representar o esmalte não o faça confundir-se com um esmalte distinto. Assim por exemplo, o vermelho não deve ter um tom tão profundo que o faça confundir-se com o púrpura, bem como não deve ser tão claro que o faça confundir-se com o alaranjado (nas tradições heráldicas onde esta cor é admitida). Por outro lado, no mesmo brasão ou em brasões representados em conjunto, é considerada uma boa prática representar cada um dos esmaltes sempre do mesmo tom.
Alguns heraldistas procuraram contudo indicar diretrizes para a escolha das tonalidades dos esmaltes, frequentemente justificadas pela necessidade de uma representação que se adeque às respetivas simbologias. Assim, por o vermelho simbolizar valor, intrepidez e combatividade deveria ser representado num tom vivo. Já o azul, por simbolizar realeza, majestade e soberania, deveria ser representado num tom profundo.
Modernamente, a necessidade da representação heráldica em formato digital, tem levado a propostas de padronização dos tons dos esmaltes no âmbito dos vários modelos de cor, como o RGB e o CMYK.

### Representação monocromática
Quando não é possível a reprodução das colorações originais, os símbolos heráldicos têm que ter uma representação monocromática (preto sobre fundo branco). Atualmente a forma mais convencional para tal é através de um sistema de hachura (do francês hachure), que consiste em representar os esmaltes por um conjunto de pontos e linhas.
A necessidade de se ter de representar ocasionalmente armas de forma monocromática surgiu quase desde o início da heráldica. A abordagem inicial consistiu em assinalar o campo, as peças e as figuras do brasão com letras ou abreviaturas que identificavam os respetivos esmaltes.
A proliferação de obras impressas durante a primeira metade do século XVII, associada às dificuldades e custo da impressão a cores, obrigou contudo ao desenvolvimento de sistemas de representação monocromática mais práticos que o uso de letras e abreviaturas. Tendo como intenção primária a impressão e a gravação, o sistema que acabou por ter uma aceitação mais generalizada e de se tornar o padrão foi o desenvolvido pelo padre jesuíta e heraldista Silvestre Petra Sancta, originalmente publicado em 1638 e que se baseia na técnica artística da hachura.
Pelo método de Petra Sancta, usado nas representações monocromáticas na lista de esmaltes abaixo, cada metal e cor é identificado por pontos ou por linhas com uma determinada disposição, exceto a prata que é representada por um campo vazio. Assim, o ouro é representado por um campo polvilhado de pontos. O vermelho é representado por linhas verticais, o azul por linhas horizontais e o negro por uma combinação de linhas verticais e horizontais. Linhas diagonais dispostas em banda representam o verde, enquanto linhas diagonais em contrabanda representam a púrpura.
Petra Sancta apenas se preocupou com a representação monocromática dos dois metais e cinco cores tradicionais da heráldica. No entanto, face à necessidade de representar esmaltes adicionais admitidos em certas tradições heráldicas, outros heraldistas desenvolveram formatos para aquelas, continuando a basear-se em conjugações de pontos, linhas verticais, horizontais e diagonais, bem como em linhas tracejadas.

## Lista de esmaltes
Os esmaltes são divididos em três classes: metais, cores e peles.

### Metais
Tradicionalmente, a heráldica admite apenas dois metais: o ouro e a prata.
| Nome  | Representação (cores / preto e branco) | Pedra simbólica | Corpo celeste | Nomes alternativos                | Observações |
| ----- | -------------------------------------- | --------------- | ------------- | --------------------------------- | --- |
| Ouro  |                                        | Topázio         | Sol           | Amarelo, topázio, jalde           | Em bandeiras, usa-se o tradicionalmente termo "amarelo" e não "ouro" por aquelas serem feitas de tecido e não de metal |
| Prata |                                        | Pérola          | Lua           | Branco, argante, arjante, argento | Em bandeiras, usa-se tradicionalmente o termo "branco" e não "prata" por aquelas serem feitas de tecido e não de metal |

### Cores
Tradicionalmente, a heráldica admite apenas como cores: o vermelho, o azul, o verde, a púrpura e o negro. 
| Nome     | Representação (cores / preto e branco) | Pedra simbólica | Corpo celeste | Nomes alternativos                | Observações |
| -------- | -------------------------------------- | --------------- | ------------- | --------------------------------- | --- |
| Vermelho |                                        | Rubi            | Marte         | Goles, gules, rubi, sanguinho     | O termo "sanguinho" é também ocasionalmente usado para designar uma cor não tradicional, de tom mais escuro que o vermelho tradicional.                                                                        |
| Azul     |                                        | Safira          | Júpiter       | Blau, azure, safira, celester     | |
| Verde    |                                        | Esmeralda       | Vénus         | Sinople, sinopla, vert, esmeralda | |
| Púrpura  |                                        | Ametista        | Mercúrio      | Ametista, jacinto                 | A púrpura é considerada uma cor ambígua por alguns tratadistas, que por isso não a sujeitam à regra de não poder carregar outra cor. Por outro lado, a púrpura não é admitida em algumas tradições heráldicas. |
| Negro    |                                        | Diamante        | Saturno       | Sable, preto                      | Alguns heraldistas antigos consideravam o negro uma representação do ferro e consequentemente o classificaram como metal.                                                                                      |

### Peles
Existem duas peles ou forros principais na heráldica: o arminho e os veiros. A partir destas, podem ser criadas várias derivações.
| Nome    | Representação (cores / preto e branco) | Pedra simbólica | Corpo celeste | Nomes alternativos | Observações |
| ------- | -------------------------------------- | --------------- | ------------- | ------------------ | --- |
| Arminho |                                        | -               | -             | -                  | Representado por um fundo de prata semeado de mosquetas (pontos de arminho). Se o fundo é de preto e as mosquetas são de prata, trata-se de um contra-arminho. Se são usados esmaltes diferentes da prata e negro, trata-se de um arminhado ou contra-arminhado                                                                                  |
| Veiros  |                                        | -               | -             | -                  | Representação estilizada da pele de um esquilo-da-sibéria, alternando os fragmentos de pele azul do dorso com os de pele branca do ventre do animal. Quando se verifica a inversão dos esmaltes prata e azul das tiras pares, tem-se um contraveiros. Se são usados esmaltes diferentes da prata e azul, trata-se de um veirado ou contraveirado |

### Outros esmaltes
Para além dos metais, cores e peles tradicionais admitidos quase universalmente por todas as tradições heráldicas, ocasionalmente são usados outros esmaltes adicionais, cuja aceitação é limitada.
Entre os esmaltes adicionais figuram as colorações naturais, usadas para representar figuras naturais ou artificiais de forma naturalística. A mais genérica é a que é brasonada como de sua própria cor. Uma figura pode ser assim brasonada e sem mais detalhe se a sua coloração natural não for ambígua. Se existir ambiguidade, associado ao brasonamento de sua própria cor deve ser especificada a cor ou tom específico da figura. Para o caso específico da coloração natural de uma pessoa de pele clara, existe o brasonamento de carnação, normalmente representado como cor de rosa claro. As colorações naturais não estão sujeitas à regra da não sobreposição de metais sobre metais e cores sobre cores. O seu uso deve contudo ser evitado por ser considerado má prática heráldica. Assim, a boa prática heráldica seria a transformação de uma coloração natural no esmalte heráldico mais semelhante, como por exemplo a representação de um tronco de árvore por vermelho ou negro, em vez de castanho.
Algumas tradições heráldicas permitem o uso de outros esmaltes não tradicionais, que não têm necessariamente como objetivo a representação de colorações naturais. O mais comum é o alaranjado, usado em várias tradições heráldicas, como a francesa, a catalã, a britânica e a sul-africana. O bronze, o cor de rosa e a cor de couro são usados pela heráldica canadense. O ocre é usado pela heráldica sul-africana. A heráldica britânica permite o uso do morado, do sanguinho e da sépia, com alguns heraldistas a classificarem estes esmaltes como "nódoas" (stains em inglês), com base no mito de que os mesmos serviriam de marca de difamação.
| Nome               | Representação (cores / preto e branco) | Pedra simbólica | Corpo celeste      | Nomes alternativos                      | Observações |
| ------------------ | -------------------------------------- | --------------- | ------------------ | --------------------------------------- | --- |
| De sua própria cor |                                        | -               | -                  | -                                       | Representa a coloração natural de seres vivos, elementos minerais ou figuras artificiais, mesmo que essa coloração natural se encontre entre os esmaltes heráldicos.                                        |
| Carnação           |                                        | -               | -                  | -                                       | Representa a coloração natural de uma pessoa de pele clara. Usado frequentemente na heráldica de tradição latina.                                                                                           |
| Alaranjado         |                                        | -               | -                  | Aurora                                  | Usado sobretudo na heráldica francesa, mas também em outras heráldicas como a catalã e a sul-africana. |
| Morado             |                                        | Sardónica       | ☋ Cauda de Dragão  | -                                       | Usado heráldica britânica, onde é classificado como "nódoa". |
| Sanguinho          |                                        | Sardónica       | ☋ Cauda de Dragão  | -                                       | Usado na heráldica britânica, onde é classificado como "nódoa". O termo "sanguinho" também foi usado por alguns heraldistas como designação alternativa do esmalte "vermelho".                              |
| Sépia              |                                        | Jacinto         | ☊ Cabeça de Dragão | Tenné, leonado, castanho, marron, pardo | Usado ocasionalmente em algumas heráldicas da Europa Continental. Na heráldica de tradição britânica, o tenné representa-se da cor laranja, sendo classificado como "nódoa".                                |
| Azul-celeste       |                                        | -               | -                  | -                                       | Usado frequentemente na heráldica italiana, onde serve para representar o céu de sua cor. É também usado ocasionalmente na heráldica britânica, sobretudo para simbolizar a aeronáutica.                    |
| Cinza              |                                        | -               | -                  | Cendrée, cinzento                       | Usado ocasionalmente na heráldica francesa. Na heráldica alemã é frequentemente considerado o mesmo esmalte que o "ferro".                                                                                  |
| Ferro              |                                        | -               | -                  | Aço                                     | Usado ocasionalmente na heráldica da Europa Central e Oriental. É por vezes considerado o mesmo esmalte que o "cinza". Por outro lado, ocasionalmente "ferro" e "aço" são tratados como esmaltes distintos. |